# Žerotínský palác
Žerotínský palác je reprezentační městský palác v historickém centru Olomouce vzniklý renesanční přestavbou starších panských domů. Od roku 1588 jedno ze sídel moravského šlechtického rodu Žerotínů. Od konce 17. století byl palác v majetku města. V polovině 19. století byl sjednocen s vedlejším objektem (tzv. bývalý Žerotínský palác). V roce 1967 přešel do majetku Univerzity Palackého, která celý areál využívá pro účely výuky a výzkumu Pedagogické fakulty. Oba objekty na Purkrabské ulici č. 2 a 4 jsou památkově chráněny jako nemovitá kulturní památka České republiky.

## Historie
Objekt bývá nesprávně označován za „olomoucké purkrabství“, přestože purkrabí v něm nikdy nesídlil. Dům byl soukromým majetkem různých šlechtických rodů a v historických městských knihách je označován jako městský panský dům. Nejstarší zmínka o domě pochází z roku 1385, kdy ho  moravský markrabě Jošt daroval pánu z Valdštejna. Ulice, v níž dům stával, se nazývala „Beis st. Michael“ nebo „in der Zarten“ (neboli „V Záhrobech“).  Názvu Purkrabská ulice bylo užíváno až po roce 1700, kdy se majitelem domu stalo město. Objektu se začalo říkat Obecní dům (Gemeiner Stadthaus) nebo také Burgrafenhaus – Purkrabství.

### Soukromí majitelé domu v Purkrabské ulici
- 1412–1440: Tuška z Kunštátu
- 1440–1534: Jan Zubko a dědicové
- 1534–1537: der Herr Karl
- 1539–1553: Herr Prokop von Potenstadt
- 1553–1557: pan Jan z Roketnic
- 1557–1588: pan Jan z Boskovic a na Třebové
- 1595–1601: Herr Fridrich von Zierotin auf Selowitz
- 1601–1625: Karel starší ze Žerotína
- 1625–1631 Marie z Žerotína
- 1631–1667 pozůstalí po Marii ze Žerotína
- 1667–1669: dům nazýván „das Zerotinsche Hintergebaude“
- 1669–1675: pan Karel Jindřich mladší ze Žerotína, hejtman Olomouckého kraje[4]

### Palác pod vládou Žerotínů
Žerotínové městský panský dům  postupně přestavěli na renesanční palác. Roku 1675 objekt prodali klášteru Hradisko a představení kláštera roku 1678 vyměnili tento palác za objekt staré radnice na Předhradí s magistrátem města. Od roku 1694 zde byl umístěn olomoucký městský úřad.

### Městská správa
V roce 1709 byl objekt poškozen při velkém požáru Olomouce, ale po opravách sloužil dál pro kulturní a správní účely města. Od roku 1721 v něm byl v provozu divadelní sál. Na nezastavěné parcele vedle Žerotínského paláce byl v roce 1735 zřízen hospodářský a stavební městský dvůr s konírnami a bytem městského drába. V letech 1742–1853 využívala dům vojenská správa, dům měl německý název Burgrafenkaserne. Sloužil pro ubytování vojska a později jako vojenský špitál. Po odchodu armády zde byla v roce 1853 zřízena německá reálná škola. Došlo ke sjednocení dvou sousedících budov na č. 2 a 4 a nově upravená budova s jednotnou monumentální fasádou na průčelí byla slavnostně otevřena 1. října 1858.  Roku 1875 sem byla přestěhována česká obecná škola, která v nevyhovujících, až havarijních podmínkách existovala až do roku 1918.
V roce 1919 v části budovy byly zřízeny byty zaměstnanců státních drah a část objektu připadla pro práci městských úředníků. V roce 1935 se do části budovy přestěhoval městský archiv. Mezi lety 1936 až 1967 sloužil objekt výhradně pro potřeby Vlasteneckého spolku muzejního, který jej využíval nejen jako depozita, ale i jako expoziční prostor. Po roce 1948 přešlo užívání paláce na nově utvořené Krajské muzeum v Olomouci.

### Univerzita Palackého
V roce 1967 přešel areál budov do majetku Univerzity Palackého, která zde zřídila pracovny a učebny pro posluchače pedagogické fakulty. V roce 2011 byl zahájen projekt „Centrum pro výuku a výzkum UP – Purkrabská“ , jehož cílem byla rekonstrukce dvou souvisejících objektů na Purkrabské ul. č. 2 a 4 včetně nádvoří. Nová pracoviště byla otevřena v září 2015. V historických budovách byly zřízeny moderní laboratoře a učebny pro výuku přírodovědného a biologického charakteru. Zároveň zde vzniklo místo pro vzdělávání speciálních pedagogů v oblasti dramaterapie a muzikoterapie. Vznikly nové prostory pro zázemí studentů a jejich samostudium.

## Popis budovy

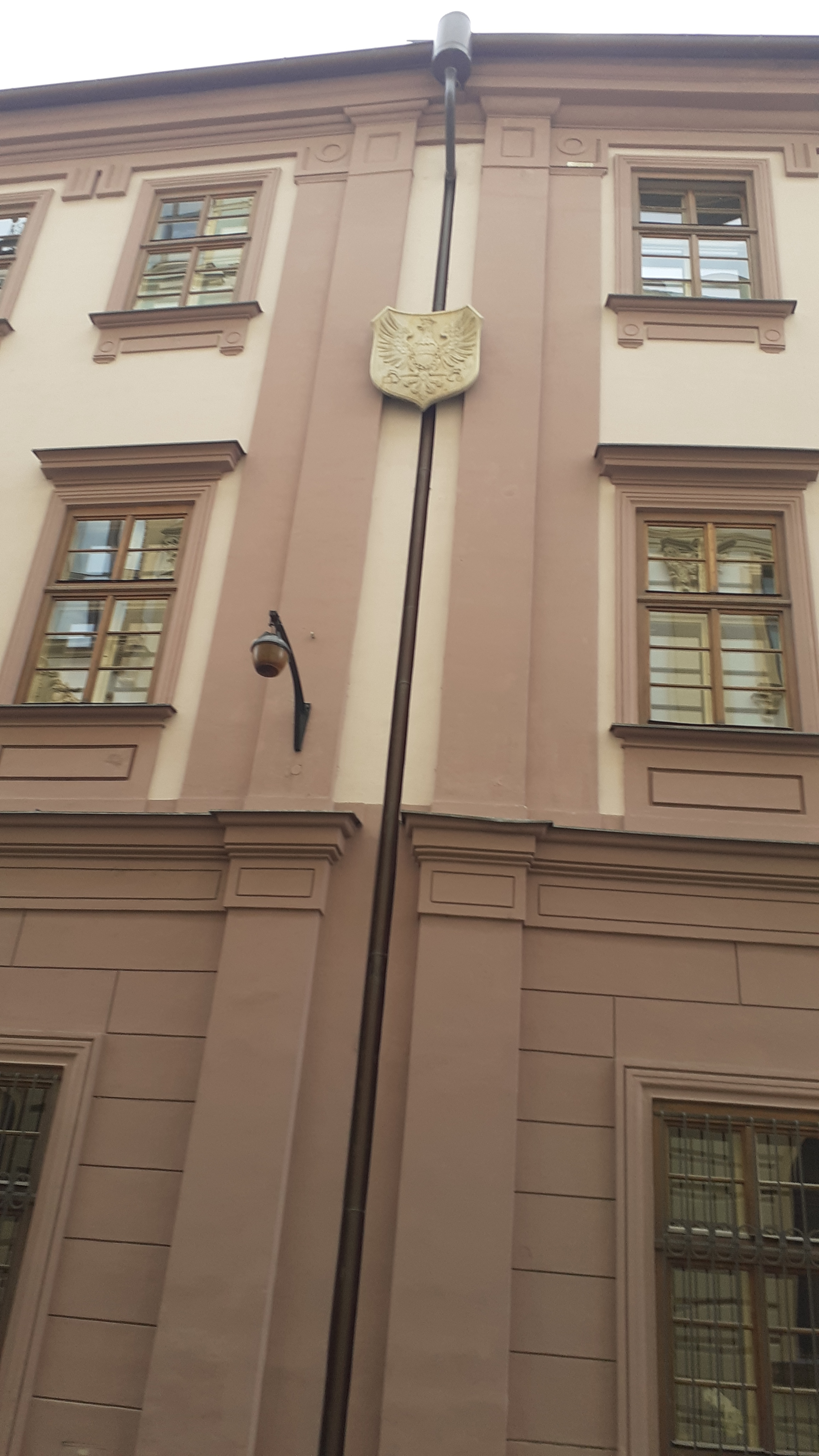
Kamenná deska se znakem města Olomouce (datace 1858)

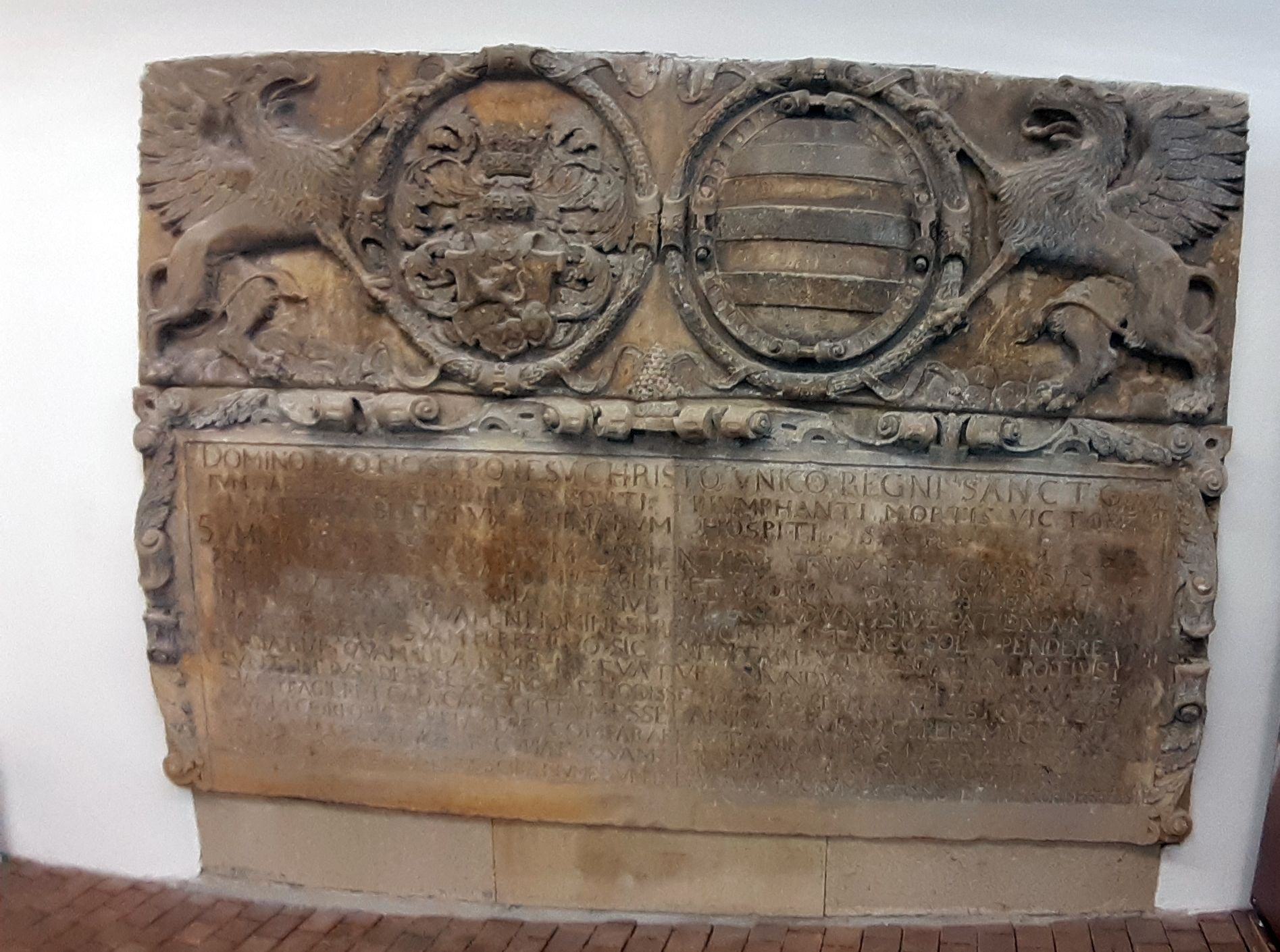
Renesanční kamenná deska s erby Žerotínů a Slavatů

Původně renesanční dvoupatrová budova s menším středním dvorem byla pozměněna přestavbou v polovině 19. století, kdy vznikla raně klasicistní fasáda a vnitřní prostory byly nově zaklenuty. Obě budovy na č. 2 a 4 vytvářejí v uliční frontě jednotné průčelí. Přízemí je členěno bosáží, od horních pater odděleno profilovanou kordónovou římsou, sokl je obložen pískovcovými deskami. Okna jsou zdobena profilovanou štukovou šambránou se zdobenými parapety a v prvním patře zvýrazněna nadokenními římsami. Na rozhraní obou domů mezi prvním a druhým patrem je umístěna kamenná deska s městským znakem a letopočtem 1858. K budově na č. 4 přiléhá dvorní objekt Albínka. 
Přízemí má dva trakty. Jeden tvoří spojovací chodba kolem nádvoří s půlkruhovitě zakončenými arkádami. Chodba je zaklenuta částečně valenou klenbou, částečně pruskými plackami umístěnými mezi arkádovými oblouky. Druhý trakt tvoří jednotlivé místnosti a centrální renesanční dvouramenné schodiště do pater. Na nádvoří se vchází z ulice průjezdem, v jehož boční stěně je druhotně zasazena renesanční kamenná deska s nápisem a aliančním znakem Žerotínů a manželky Bedřicha st. ze Žerotína a na Žadlovicích, Slavatovny z Chlumu. Čtrnáctiřádkový moralizující latinský text je doslovnou citací epigrafu z knihy novolatinského básníka Friedricha Taubmanna Melodaesia sive Epulum Musaeum, vydané poprvé roku 1597.
| Latinský text | Český text |
| DOMINO DEO NOSTRO IESV CHRISTO, VNICO REGNI SANCTO/RVM HAEREDI: PERENNI VITAE FONTI: TRIVMPHANTI MORTIS VICTORI / AETERNO BEATARVM ANIMARVM HOSPITI, SACR.(O) / SVMMA IN HIS TERRIS TVM SAPIENTIA, TVM FELICITAS EST / POSSE QVIESCERE AC SVA POTIVS AGERE ET PROPRIA, QVAM ALIENA / DEINDE VTRAQ(VE) FORTVNA ET SIVE SIT AGENDVM, SIVE PATIENDVM / IN DEVM POTIVS, QVAM IN HOMINES RESPICERE ET AB EO SOLO PENDERE / MORTEM DENIQ(VE) SVAM PERPETVO SIC MEDITARI, VT PECCATVM POTIVS / FVGIATVR, QVAM ILLA NIMIS METVATVR MVNDVM PRAETEREA, QVAEQVAE / SVNT ILLIVS, DESPICERE SIMVL ET ODISSE DE VITA PERPE[T]VA MAGIS QVAM DE / HAC FRAGILI ET CADVCA SOLICITVM ESSE ANIMAEQ(VE) CVRAM GERERE MAIOREM / QVAM CORPORIS ET ITA SESE COMPARARE, VT ANIMA PRIVS LAETA LIBENSQ(VE) / HINC IN COELOS EVOLARE CVPIAT QVAM E TABERNACVLO SVO EVOCETVR / PSAL(MVS) XC.[sc. nonagesimus] DOMINE DOCE NOS SCIRE NVMERVM DIERVM NOSTRORVM VT AMBVLEMVS CORDE SAPIENTE. | Našemu Pánu Ježíši Kristu, jedinému dědici nebeského království, prameni života věčného, vítězi triumfujícímu nad smrtí, věčnému ochránci blažených duší. Na tomto světě je největší moudrostí i štěstím moci žít v ústraní a starat se spíše o své vlastní, než cizí záležitosti. Za druhé ve štěstí i neštěstí a také když je třeba něco přestát, nebo přetrpět se obracet spíše k Bohu, než k lidem a také jedině Boha si brát za soudce. Konečně připravovat se na svou smrt bez ustání tak, aby se člověk hříchům spíše vyhýbal, než se jich nadmíru obával. Kromě toho opovrhovat světem a zároveň nenávidět všechno, co souvisí se světskými věcmi. Dělat si starosti spíše o život věčný, než o tento křehký a pomíjivý a za důležitější pokládat péči o duši, než o tělo. A tak sebe připravit, aby šťastná duše spíš sama ochotně toužila odtud vzlétnout do nebe, než aby byla vyvolávána ze své schránky. Žalm 90. Nauč nás počítat naše dny, ať získáme moudrost srdce. |